# Charles Manners, 6.º Duque de Rutland
Charles Cecil John Manners, 6.º Duque de Rutland (16 de maio de 1815 - 3 de março de 1888, no Castelo de Belvoir), foi Marquês de Granby antes de 1857 e foi um político conservador inglês.

## Infância e educação
Manners foi o terceiro, mas mais velho, filho sobrevivente de John Manners, 5.º Duque de Rutland e de Elizabeth Howard, filha de Frederick Howard, 5.º Conde de Carlisle. John Manners, 7.º Duque de Rutland e George Manners eram os seus irmãos mais novos.
Foi educado em Eton e no Trinity College, em Cambridge, obtendo o grau de Mestre em 1835.

## Carreira política
Ao ingressar na política como membro do Parlamento por Stamford, em 1837, Manners ficou conhecido como um protecionista volúvel, embora não particularmente talentoso. Ocupou brevemente o cargo de Lorde do Quarto de Dormir do Príncipe Alberto, de 1843 a 1846. Após a demissão de Lord George Bentinck da liderança dos protecionistas na Câmara dos Comuns, no início de 1848, Granby (como era conhecido na altura) tornou-se o líder a 10 de fevereiro de 1848, uma vez que Benjamin Disraeli era inaceitável para Lord Derby, o líder geral do partido e a maioria da base. Granby demitiu-se a 4 de março de 1848, sentindo-se inadequado para o cargo, e o partido funcionou sem um líder real na Câmara dos Comuns durante o resto da sessão parlamentar.
No início da sessão seguinte, os assuntos foram tratados pelo triunvirato de Granby, Disraeli e J. C. Herries. Este arranjo confuso terminou com a demissão de Granby em 1851. Recusou também ingressar no Ministério do Primeiro Derby em 1852 e foi nomeado Lorde Tenente de Lincolnshire. Granby sucedeu ao ducado de Rutland por morte do seu pai em 1857. Foi feito Cavaleiro da Jarreteira em 1867. Sucedeu também ao seu pai como Lorde Tenente de Leicestershire, cargo que ocupou até à sua morte, a 4 de Março de 1888, com 72 anos.

## Vida pessoal
Rutland nunca se casou. Nutria uma paixão por Mary Anne Ricketts, mais tarde Lady Forester, mas o pai proibiu os dois de se casarem. Era também devoto de Lady Miles, esposa de Sir Philip Miles, e escandalizou a sociedade ao deixar-lhe o seu iate de 120 pés, Lufra, no seu testamento.
Foi sucedido no ducado pelo seu irmão John.
Possuía 70.000 acres, sendo a maioria dos 30.000 acres em Leicester, 27.000 acres em Derby e 6.500 acres em Cambridge.